# Distrito Escolar Independiente de Eagle Pass
El Distrito Escolar Independiente de Eagle Pass (Eagle Pass Independent School District, EPISD) es un distrito escolar de Texas. Tiene su sede en Eagle Pass. Desde 2011 Jesus Sanchez es el actual superintendente.
En 2011 Johnny Ruiz, el jefe del departamento de policía de Eagle Pass ISD, fue detenido porque el hurto.
David Riojas (nació en 1953), un activista Tejano, fue elegido miembro del consejo escolar de EPISD en 2004.